# Ptychadena aequiplicata
Ptychadena aequiplicata är en groddjursart som först beskrevs av Werner 1898.  Ptychadena aequiplicata ingår i släktet Ptychadena och familjen Ptychadenidae. IUCN kategoriserar arten globalt som livskraftig. Inga underarter finns listade i Catalogue of Life.